# Sarah-Anne Brault
Sarah-Anne Brault (Lévis, 1 de diciembre de 1989) es una deportista canadiense que compitió en triatlón. Ganó dos medallas en el Campeonato Panamericano de Triatlón en los años 2012 y 2013.

## Palmarés internacional
| Campeonato Panamericano | Campeonato Panamericano | Campeonato Panamericano | Campeonato Panamericano |
| Año                     | Lugar                   | Medalla                 | Prueba                  |
| ----------------------- | ----------------------- | ----------------------- | ----------------------- |
| 2012                    | La Paz (Argentina)      | Medalla de oro          | Individual              |
| 2013                    | Vila Velha (Brasil)     | Medalla de plata        | Individual              |